# Borstelspriet
De borstelspriet of haarsprietloopkever (Loricera pilicornis) is een keversoort uit de familie van de loopkevers (Carabidae). De wetenschappelijke naam van de soort werd in 1775 gepubliceerd door Johann Christian Fabricius.